# Morena Krivaja
Die Morena Krivaja (englische Transkription von russisch Морена Кривая Morena Kriwaja, deutsch ‚Kurvenmoräne‘) ist eine Seitenmoräne im ostantarktischen Mac-Robertson-Land. In den Prince Charles Mountains liegt sie an der Nordflanke des Mellor-Gletschers.
Russische Wissenschaftler benannten sie deskriptiv.